# Марь красная
Марь красная (лат. Oxýbasis rúbra, Chenopódium rúbrum) — однолетнее травянистое растение, вид рода Оксибазис (Oxybasis), выделенного из рода Марь (Chenopodium) семейства Амарантовые (Amaranthaceae).
Распространено по всему северному полушарию, в Северной Америке и Евразии. Встречается по берегам водоёмов, на солонцах, у дорог и вокруг поселений.
Синонимы
- Agathophytum rubrum Rchb.
- Blitum acuminatum Schur
- Blitum maritimum Nutt.
- Blitum polymorphum C.A.Mey.
- Blitum rubrum (L.) Rchb.
- Botrys humilis (S.Watson) Lunell
- Botrys rubra (L.) Lunell
- Chenopodium acuminatum Schur
- Chenopodium astracanium Ledeb.
- Chenopodium blitoides Lej.
- Chenopodium humile Hook.
- Chenopodium macrospermum Moq.
- Chenopodium matthioli Bertol. ex Moq.
- Chenopodium patulum Mérat
- Chenopodium pygmaeum Menyh.
- Chenopodium rubrum L.
- Orthospermum acuminatum Schur
- Orthospermum crassifolium Schur
- Orthospermum rubrum (L.) Opiz
- Orthosporum rubrum (L.) T.Nees

## Ботаническое описание
Однолетнее травянистое растение высотой от 10 до 80 см. С толстым прямым или лежачим угловатыми в сечении стеблем, красноватого цвета. Листья толстые, глянцевые с зубчатыми краями. Цветки собраны в колосовидные соцветия. На одном растении созревает до 3000 семян.

## Хозяйственное значение и применение
Растение может использоваться для салатов или как компонент борща.